# PT MNC SkyVision
A PT MNC SkyVision (MSV) é uma empresa pioneira na indústria de televisão por assinatura via satélite da Indonésia.

## História
A empresa foi fundada em 8 de agosto de 1988, A MSV começou a comercializar seu serviço de TV por assinatura via satélite no início de 1994, sob a marca Indovision.
Desde 1994, a MSV utilizou serviço analógico Direct Broadcast Satellite (DBS) em banda C usando o satélite Palapa C2. Mais tarde, em 1997, A MSV passou por uma mudança radical de tecnologia da analógico em Banda C do Palapa C2 para o sinal digital na frequência Banda S do satélite Indostar 1. O satélite Indostar 1 foi lançado especialmente para atender o programa de distribuição da MSV, na Indonésia, e foi gerido pela PT Media Citra Indostar (MCI), uma companhia irmã da mesma sendo também uma empresa subsidiária da Global Mediacom.
Atualmente a empresa distribui o seu serviço para toda Indonésia, a MSV está usando seu próprio satélite chamado Indostar 2 que foi lançado em maio de 2009. Transmitido na frequência de banda S, este satélite é equipado com a mais recente tecnologia de transmissão de broadcast.
Usando o novo satélite, a MSV através do seu produto Indovision é capaz de distribuir serviços de televisão paga com qualidade superior de áudio e vídeo, durabilidade, forte sinal, e trazendo mais de 100 canais locais e internacionais para toda Indonésia.